# Barca a vela

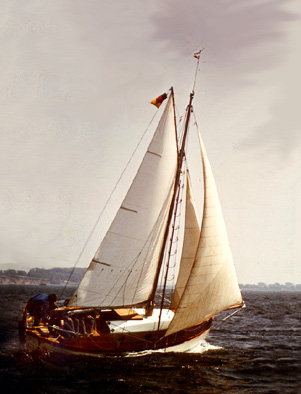
Una barca a vela

Una barca a vela si compone di numerose parti.
Tra le principali: 1 - randa 2 - fiocco 3 - spinnaker 4 - scafo 5 - deriva 6 - timone 7 - chiglia 8 - albero 9 - crocette 10 - sartie 11 - scotta della randa 12 - boma 13 - albero 14 - tangone 15 - paterazzo 16 - strallo 17 - vang

La barca a vela è un tipo d'imbarcazione la cui propulsione è affidata principalmente allo sfruttamento del vento e in cui il motore riveste solo un'azione di supporto specialmente nelle manovre in porto o in caso di rottura vela, vento sfavorevole o mancanza di vento. La vecchia legislazione definiva imbarcazione a vela con motore ausiliario le unità da diporto munite di motore (entro o fuori bordo) con potenza espressa in cv inferiore al 50% della superficie velica misurata in metri quadrati (Esempio superficie velica 80 m², potenza massima 40 cv).

## Descrizione
Si possono distinguere in "derive", vale a dire piccole barche, normalmente sotto i 5-6 metri, senza cabina, destinate ad un uso sportivo o a brevi escursioni e "barche a chiglia" ovvero barche dotate di una chiglia appesantita (o bulbo) ed in genere attrezzate per una permanenza più lunga (ad esempio con spazi per cucinare, dormire, bagni, ecc.) e navigazioni a più ampio raggio. Le unità con potenza maggiore sono definite motorsailer; questo tipo di imbarcazione affida alle vele un ruolo secondario. Le barche a vela possono essere monoscafo o poliscafo: se a due scafi vengono definite catamarani, se a tre scafi trimarani.

### Derive
Le derive come già citato precedentemente sono delle piccole barche da diporto di una lunghezza variabile tra i 2 e i 6-8 metri.
Queste si suddividono poi in due grandi categorie: quelle da regata quelle da crociera (spesso semicabinati).
Alcuni tipi di deriva sono anche classi olimpiche
Col termine "Classe" è inteso uno specifico modello d'imbarcazione (Classe Optimist, Laser, 420 ecc.) che oltre ad avere il nome di progetto è dotato di simbolo di riconoscimento, normalmente stampato sulla randa, vicino all'angolo di penna (Es. Optimist= O con una I intersecata, Snipe= un beccaccino, Star= una stella e così via).
Normalmente, subito sotto questo simbolo, sono ubicati i numeri velici (da considerarsi come la targa dell'imbarcazione), che consentono l'identificazione di una, tra molte dello uno stesso tipo.

### Cabinati
I cabinati sono tipi di barche a vela che hanno capacità di alloggiare persone, avendo posti letto (cuccette), bagni e cucina. Sono generalmente barche di lunghezza superiore ai 5,5 metri. Esistono anche i semicabinati, ossia bastimenti a metà strada fra una deriva ed un cabinato, il cui scopo è la crociera diurna.

## Tipologia di armo velico
Le barche a vela vengono ulteriormente classificate in base al cosiddetto "armo velico", vale a dire il numero e tipo di vele e alberi.

### Sloop
Lo sloop è la barca con l'armo più comune caratterizzato da un solo albero con due vele: la randa, a poppavia dell'albero, inferita nell'albero e fissata al boma, e il fiocco (o genoa) a pruavia.

### Cutter
Il cutter è simile allo sloop, ma con due o più fiocchi. Dispone dunque unicamente di una randa e un albero che si trova leggermente arretrato per consentire l’uso di due vele di prua inferite su due stralli: uno che supporta il genoa e uno, interno, che supporta il fiocco.

### Catboat
Il catboat è simile allo sloop, ma privo di fiocco e con l'albero posizionato verso prua.

### Ketch
il Ketch ha due alberi, l'albero maestro più alto davanti e l'albero di mezzana a poppa.

### Iolla (Iole) o Yawl
Simile al ketch, ma con l'albero di mezzana a poppavia del timone, solitamente più piccolo e con funzioni di bilanciamento più che di propulsione.

### Schooner
Lo schooner è una barca a vela con due alberi. A differenza del ketch l'albero più alto è quello di mezzana mentre quello più avanzato, che è più basso, è detto di trinchetto. Gli schooner possono avere anche più di due alberi, ma in questo caso rientrano solitamente nella categoria delle navi a vela.

## Nomenclatura
- 1 vang Il vang è una manovra costituita da un paranco che permette di mantenere basso il boma alle andature portanti, nelle quali la tensione della scotta non è sufficiente ad assolvere anche questa funzione.
- 1. Scafo, che si suddivide in prua (parte anteriore), poppa (parte posteriore) e murate (fianchi).
- 2. Opera, che si divide in opera viva (o carena) e opera morta, rispettivamente la parte immersa nell'acqua e non immersa.
- 3. Pozzetto, parte della coperta dove lavora l'equipaggio.
- 4. Coperta, superficie calpestabile dell'imbarcazione.
- 5. Albero, serve a issare le vele e può avere un boma. Solitamente, ma non sempre, è sorretto da stralli e paterazzo; può essere costruito in materiali quali legno, alluminio o carbonio.
- 6. Boma, agganciato all'albero ad un'estremità e su cui è agganciata la base della randa; tramite un giunto snodato (detto trozza) è la parte mobile che permette il cambio di mure durante una virata o abbattuta.
- 7. Randa, vela dell'imbarcazione - di solito quella principale - il cui lato verticale (detto inferitura) può essere inserito nell'albero, mentre quello orizzontale (la base) è fissato al boma.
- 8. Fiocco, vela dell'imbarcazione che è situata in prua (prende il nome di Genoa se di dimensioni maggiori).
- 9. Scotte, cime che servono a controllare il livello di apertura (tensione) delle vele (es. scotta randa, scotte fiocco).
- 10. Drizze, cime utilizzate per issare le vele.
- 11. Cime, nome generico con cui si designano le "corde" a bordo di un'imbarcazione (es. cime d'ormeggio). N.B.: le corde non esistono a bordo
- 12. Timone, strumento attraverso il quale si fa accostare la barca a destra o a sinistra.
- 13. Deriva, protuberanza fissa o mobile, posta sotto la chiglia dell'imbarcazione, che contribuisce a raddrizzare la barca e contrasta il movimento di scarroccio (spostamento laterale nella direzione in cui va il vento).
- 14. Manovre fisse, insieme dei cavi che sostiene l'albero.

## Le Andature

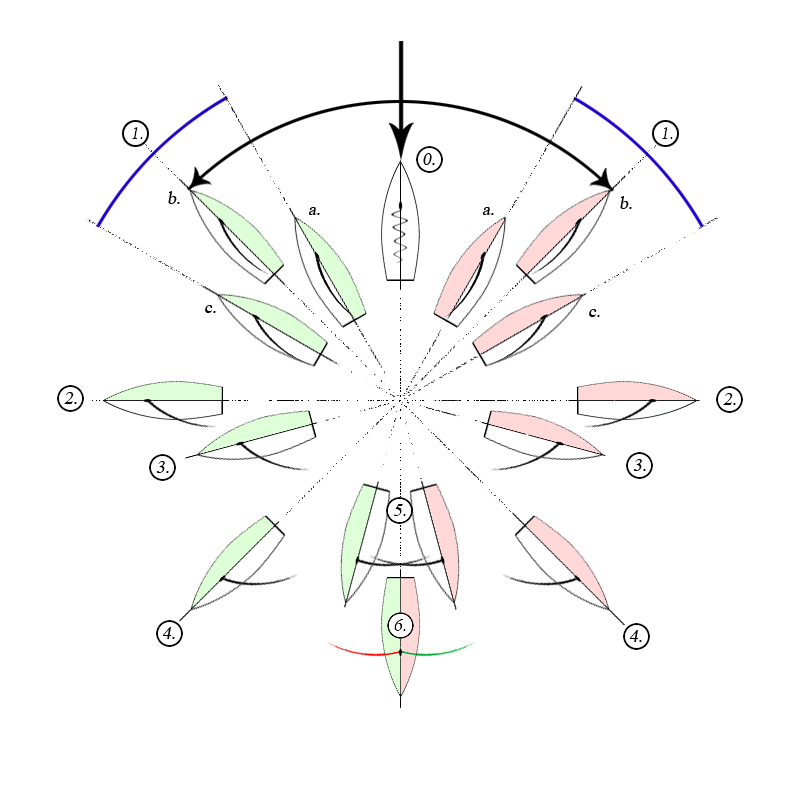
Le diverse andature. La freccia nera in alto rappresenta la direzione di provenienza del vento:
0. prua al vento
1. bolina:
- 1a: bolina stretta
- 1b e 1c bolina larga
2. traverso
3. lasco
4. e 5. gran lasco
6. poppa

Una barca a vela per poter navigare ha bisogno della forza del vento sulle vele. Essa può posizionarsi a varie angolature rispetto alla direzione del vento, in base alla rotta che decide di tenere.
Le barche a vela non possono risalire il vento entro un angolo di un centinaio di gradi con bisettrice la direzione del vento; le barche da regata più performanti possono ridurre l'angolo morto a circa 70°, che significa stringere di molto la direzione del vento senza perdere velocità.
- L'andatura schematizzata in teoria a 45º dal vento è la cosiddetta bolina stretta. Si raggiunge quando una barca è al limite del controvento; tuttavia il vento continua a esercitare pressione sulla vela.
- A 60º dalla direzione di provenienza del vento, si passa alla bolina larga dove si "lascano" (allentano) le scotte per regolare le vele in funzione del nuovo angolo.
- A 90º si ha il traverso.
- A 120º il lasco.
- A 150º il granlasco.
- A 180º l'andatura di poppa o fil di ruota.

In qualunque andatura, le vele sono regolate sempre sul vento "apparente" (diverso dal vento reale che avvertirebbe un  osservatore immobile), il quale deriva dalla combinazione del vento reale col "vento" generato dal movimento dell'imbarcazione (vento di velocità o vento relativo).

## La Rosa dei Venti
- Nord: Tramontana
- Nord-Est: Grecale
- Est: Levante
- Sud-Est: Scirocco
- Sud: Ostro o Mezzogiorno
- Sud-Ovest: Libeccio
- Ovest: Ponente
- Nord-Ovest: Maestrale

## Precedenze
In mare come in strada si possono incrociare una o più barche a causa di rotte incidenti. Queste regole principali sottoelencate sono valide da sempre, su qualsiasi specchio d'acqua e in qualsiasi competizione agonistica e passeggiata nautica.
- La barca che utilizzi le vele come mezzo di locomozione ha sempre la precedenza sulle barche a motore.
- La barca a vela (che utilizzi le vele come propulsore) e le barche a motore devono dare sempre la precedenza a tutte le imbarcazioni al lavoro (rimorchiatori, pescherecci, navi mercantili ecc.).
- Tra barche a vela ha la precedenza quella con le mure a dritta (il vento soffia sulla parte dritta, ossia destra, dello scafo).
- Tra barche a vela con le stesse mure ha sempre la precedenza quella che si trova sottovento.

In caso di possibile incrocio con A mure a dritta e B mure a sinistra ma sottovento ad A, A ha comunque il diritto di rotta.